# 2007 a légi közlekedésben
Ez a lista a 2007-es év légi közlekedéssel kapcsolatos eseményeit tartalmazza.

## Események

### Január
- január 1. – Az Adam Air 574-es járata, egy Boeing 737-es utasszállító eltűnik az indonéz légtérben.
- január 6. – A BA Connect, easyJet, XL Airways, Thomsonfly, Thomas Cook Airlines, Balkan Bulgarian Airlines, First Choice Airways, Air Malta, KLM Cityhopper és az SN Brussels Airlines törölt minden Bristoli repülőtérre érkező járatot a kifutópálya biztonsága érdekében.
- január 9. – A moldáv AerianTur–M légitársaság tulajdonában lévő An–26 szállító repülőgép lezuhan az iraki Balad város közelében.

### Március

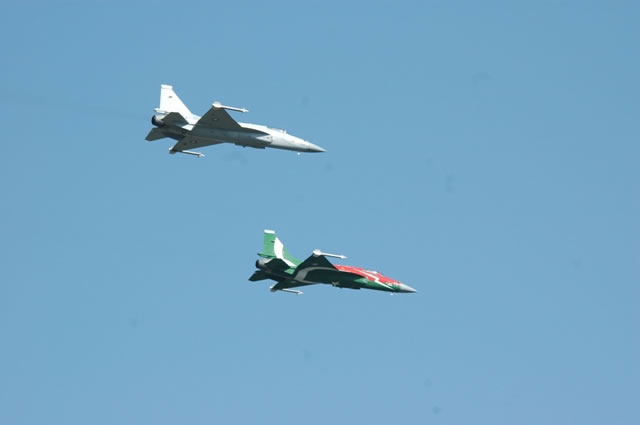
A Pakisztáni Légierő első két FC–1-ese géppárban

- március 12. – Átadják a Pakisztáni Légierőnek a közös kínai–pakisztáni JF–17 Thunder vadászrepülőgép első két példányát.
- március 19. – Az Airbus A380 megtette első útját az Egyesült Államokba, érintve a New York-i John F. Kennedy nemzetközi repülőteret és a kaliforniai Los Angeles-i nemzetközi repülőteret.
- március 23. – A fehérorosz TranszAviaEkszport légitársaság Il–76-os szállító repülőgépe 11 emberrel a fedélzetén a szomáliai főváros, Mogadishu közelében lezuhan.
- március 27. – Befejeződik az Airbus A300 repülőgép gyártása és az utolsó példány is elhagyja az Airbus összeszerelő üzemét.

### Május
- május 5. – A Kenya Airlines légitársaság Boeing 737–800 utasszállító repülőgépe kameruni területen 106 utassal és kilenc főnyi személyzettel lezuhan.

### Június
- június 25. – Bukor-hegy, Kampot tartomány. Lezuhan egy An-24 típusú utasszállító repülőgép. A balesetben a fedélzeten tartózkodók közül mindenki, összesen 21 utas és a pilóta veszti életét. A baleset idején rossz időjárási körülmények uralkodnak.[1]

### Július
- július 8. – A Boeing a nyilvánosság előtt is bemutatta a Boeing 787 első, még nem repülőképes példányát.[2]

### Augusztus

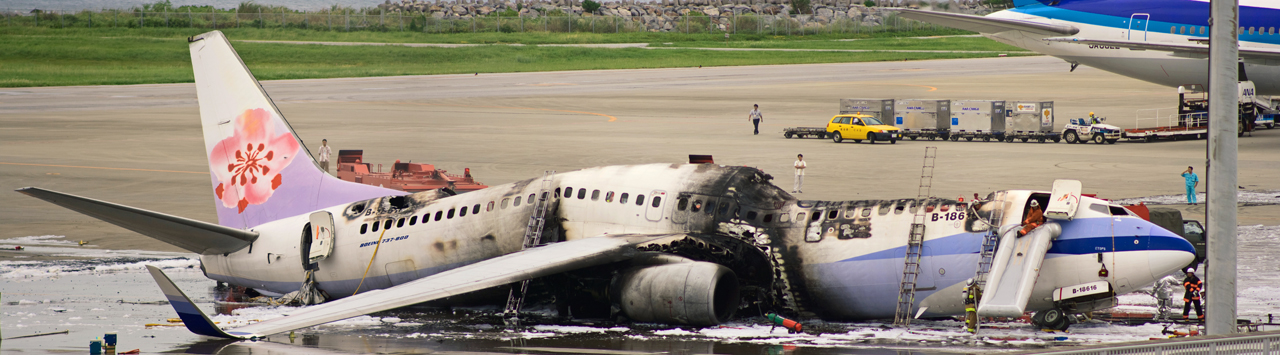
A China Airlines kiégett Boeing 737-ese

- augusztus 19. – A China Airlines a Okinava és Tajpej között közlekedő 120-as járatán röviddel a felszállás után tűz üt ki. Az Okinaván kényszerleszállást végrehajtó Boeing 737–800 típusú repülőgép a földön kiég. A balesetnek nincs halálos áldozata.[3]
- augusztus 21–26 között volt megtartva a Moszkva melletti Zsukovszkij légibázis M. M. Gromov Repülő Kutató Intézetében a MAKSZ 2007 nemzetközi légiszalon.
- augusztus 26. – Kongói Demokratikus Köztársaságban az Agefreco Air légitársaság tulajdonában lévő, a Great Lakes Buseness Company által használt, túlterhelt An–32 utasszállító repülőgép lezuhan. A fedélzeten tartózkodó 15 fő közül 13 életét veszti.

### Szeptember

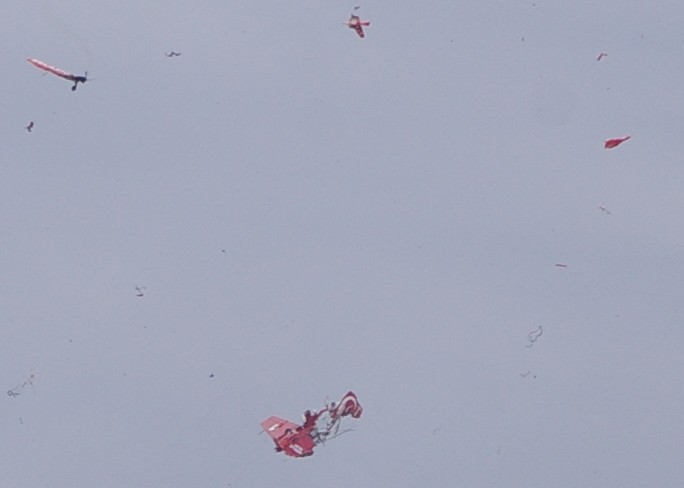
A Radomban összeütközött egyik Zlín Z–526

- szeptember 1. – A lengyelországi Radomban megrendezett Radom Air Show légibemutatón a levegőben bemutatórepülés közben összeütközik két csehszlovák gyártmányú Zlín Z–526 műrepülőgép. A gépek darabokra törtek, mindkét pilóta meghalt.
- szeptember 9. – A Scandinavian Airlines 1209-es járatának, egy Dash-8-400-asnak kényszerleszállás közben Aalborgban leszakad a jobb oldali főfutója. Öten könnyebben megsérülnek.
- szeptember 12., 01:48 – A Scandinavian SAS légitársaság DHC-8-400 típusú repülőgépe technikai okok miatt kényszerleszállást hajtott végre és közben kicsúszott a kifutóról a lettországi Vilnius repülőtéren. (A 48 utas és 4 fős személyzetből senki sem sérült meg.)[4]
- szeptember 16. – Thaiföld déli részén – Phuket szigetén –, a One-Two-Go thaiföldi diszkont légitársaság McDonnell Douglas MD–80 típusú gépe – 123 utassal és 7 fős legénységgel a fedélzetén – leszállás közben a földnek csapódik és kigyullad. A szerencsétlenségnek 91 halálos áldozata van, közöttük 55 külföldi és 36 thai állampolgár.[5] (szócikk: A One-Two-GO Airlines 269-es járatának katasztrófája)
- szeptember 26. – A Komszomolszki Repülőgépgyárban ünnepélyesen bemutatják a Szuhoj Szuperjet 100 utasszállító repülőgép első példányát.

### Október

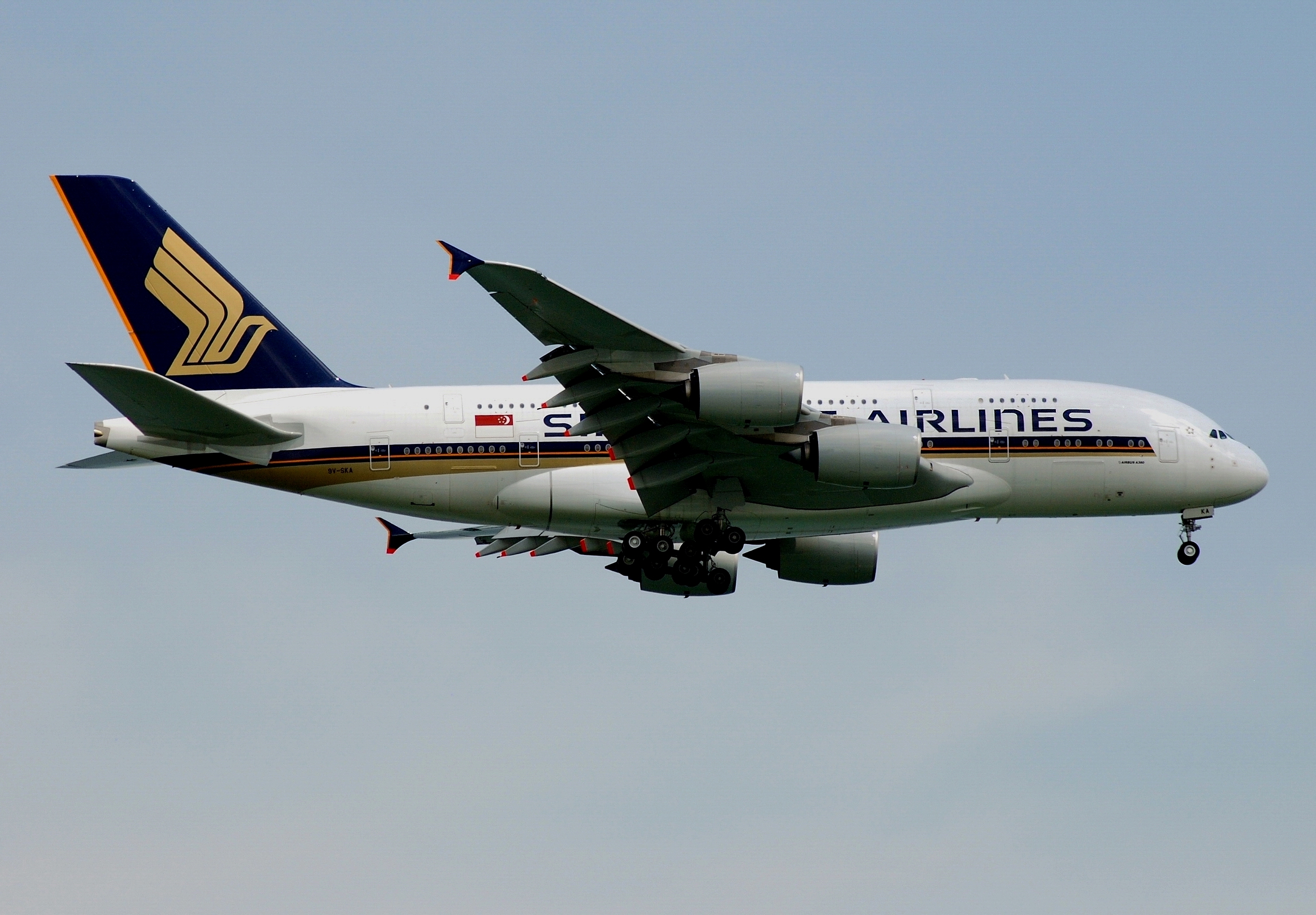
A Singapore Airlines első Airbus A380 repülőgépe (9V-SKA), Szingapúr felett

- október 4. – Az Africa One légitársaság An–26 teherszállító repülőgépe röviddel a felszállás után rázuhan Kinshasa egyik sűrűn lakott külvárosi negyedére. A gép fedélzetén lévő 23 ember közül csak a gép egyik szerelője éli túl a balesetet, a földön további 28 ember hal meg.
- október 15. – Az Airbus átadja az első A380 utasszállító repülőgépet a Singapore Airlines légitársaságnak.
- október 25. – A Singapore Airlines A380 repülőgépe megteszi első menetrend szerinti útját (Szingapúrból Sydney-be).
- október 31. – Azonosítatlan tárgyakkal ütközött össze 6500 méter magasan a Román Légierő egy MiG–21 Lancer repülőgépe. Sikeres kényszerleszállást hajtott végre Aranyosgyéresen.[6]

### November
- november 15. – Hajtóműpróba közben a zajvédőfalnak ütközik egy átadás előtt álló A340–600 utasszállító repülőgép az Airbus Toulouse-i repülőterén, tíz ember megsérül.
- november 15. – A China Southern Airlines a SkyTeam légiszövetség tagja lesz.
- november 30. – Az AtlasJet Airlines magánlégitársaság Isztambulból Ispartába tartó 4203-as járata, egy MD–83 típusú utasszállító repülőgép 50 utassal és 7 fős személyzettel a fedélzetén Isparta közelében hegyes vidéken lezuhan. A szerencsétlenséget senki sem éli túl.[7]

### December
- december 6. – Végrehajtják az első repülési tesztet a SaM146 gázturbinás sugárhajtóművel.[8]
- december 12. – Először száll le utasszállító repülőgép (Airbus A319) az Antarktiszon.
- december 21. – Elkészül az ARJ21 regionális utasszállító repülőgép első példánya.

## Első felszállások

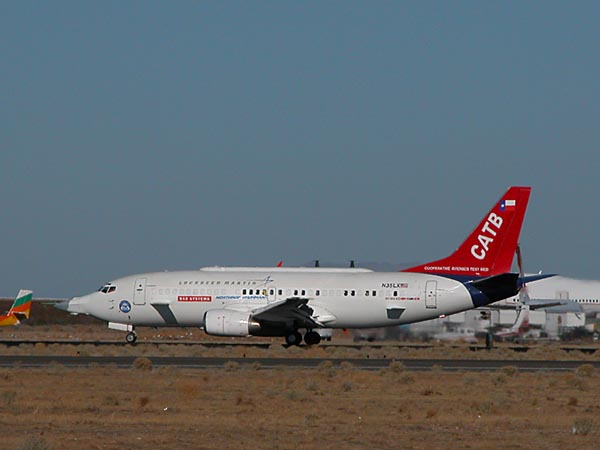
Az F–35 avionikájának teszteléséhez használt repülőgép, a CATBird

### Január
- január 23. – Lockheed CATBird

### Április
- április 14. – Comp Air 12

### Július
- július 20. – Boeing X–48B RPRV[9]
- július 26. – Embraer Phenom 100